# 全米桜祭り

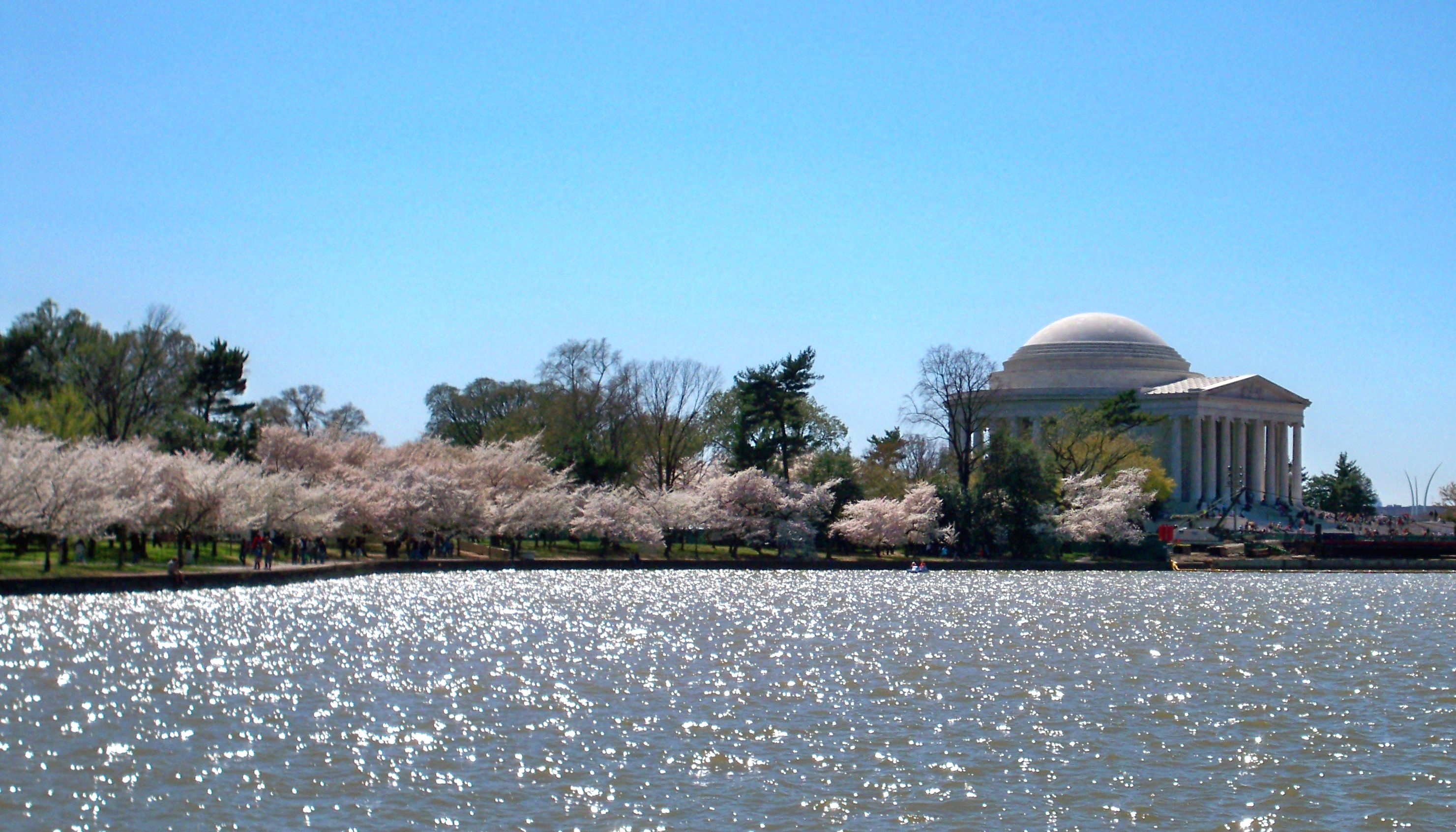
2010年の全米桜祭り中のジェファーソン記念館。

全米桜祭り（ぜんべいさくらまつり、英語: National Cherry Blossom Festival）は、アメリカ合衆国のワシントンD.C.で毎年春に行われる祭り。1912年3月27日に日本の東京市長であった尾崎行雄からワシントンに桜が贈られたことを記念して1935年から行われている。桜はアメリカと日本の間の友好関係を育て強めようとして寄贈されたもので、現在の祭りでも二国間の親密な関係の継続が祝われている。

## 歴史

### 初期の啓蒙活動

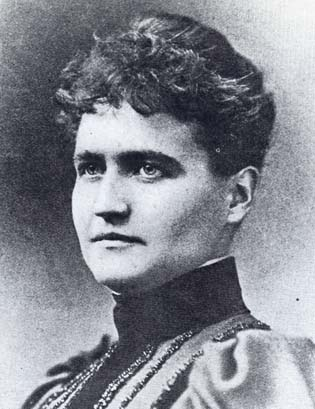
ポトマック河畔に桜の木を植えることを提案したエリザ・シドモア。

桜の木をワシントンD.C.に持ち込もうという試みは公式に植樹される十数年前から行われていた。1885年、ナショナルジオグラフィック協会初の女性理事であったエリザ・シドモアは初の日本旅行からアメリカに帰国し、公共施設・公有地庁のアメリカ陸軍管理者に対して埋め立てが行われたポトマック川河畔沿いに桜の木を植えることを提案した。この提案は拒否されたが、シドモアはすべての管理者にその後24年間提案し続けている。この時期、個人によって数本の桜の木がこの地域に持ち込まれた。その中には北西ワシントンD.C.にて、木の下でシドモアが桜鑑賞の茶会を開いた桜木もあった。茶会には著名な植物学者であるデビッド・フェアチャイルドとフェアチャイルドの婚約者で発明家アレクサンダー・グラハム・ベルの娘のマリアンなどが招かれていた。
その後、エリザの活動とは別に、1906年、フェアチャイルドは日本の横浜植木社から1000本の桜の木を輸入し、自らの所有するチェビーチェイスに植樹した。フェアチャイルドはその結果に満足して、1907年にワシントン地域の道に植えるのに適した樹木として日本の桜の促進を始めた。9月26日、フェアチャイルドの友人の助けによってチェビーチェイス・ランド・カンパニーは当地に植える300本の東洋の桜を発注した。1908年、フェアチャイルドは植樹祭を守るためにすべてのD.C.の学校の校庭に植える桜の苗木を寄贈した。エリザ・シドモアが参加した植樹祭のスピーチで、フェアチャイルドは当時タイダルベイスンの周辺に存在した"スピードウェイ"を"桜の道"に変えることを提案した。
それまでアラスカの活動に軸を移していたシドモアは、1909年、桜を買って地区に寄贈するための資金を調達することを決めた。主な事例として、4月5日、彼女は当時のファーストレディ、ヘレン・ヘロン・タフトに彼女の計画を知らせるために手紙を書いている。2日後、大統領夫人から以下のような返事があった。
この計画が、ワシントンにいた日本人科学者高峰譲吉と駐ニューヨーク日本総領事水野幸吉の知ることころになった。その頃、東京市長でもあった衆議院議員尾崎行雄は、先の日露戦争の講和に助力してもらったアメリカへの謝礼を考えていたところへ、水野からこのような計画があることを知らされた。4月8日、高峰は大統領夫人に、東京の尾崎から2000本の桜を寄贈する計画があることをもちかけ、水野は東京の名で桜を贈ることを提案した。高峰と水野はその後大統領夫人と会見し、彼女は2000本の桜の寄贈の提案を受け入れた。

### 不幸な焼却処分

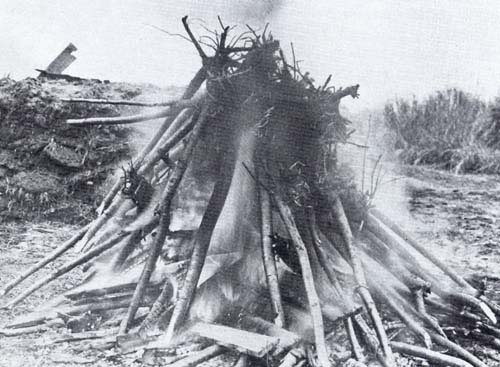
1910年に最初に東京からアメリカにわたった2000本の桜の木は害虫や病気が発見されたために焼却処分されることとなった。

4月13日、公共施設・公有地庁の長官であったスペンサー・コスビーは90本の桜(Prunus serrulata)を輸入し、ポトマック川沿いのリンカーン記念館から東ポトマック公園まで植えた。この桜は後に普賢象ではなく白普賢に近い種類であったことがわかった。これらの木は大部分が21世紀までになくなっている。
1909年8月30日、在アメリカ合衆国日本国大使館はアメリカ合衆国国務省に東京がアメリカ合衆国に2000本の桜を寄贈し、ポトマック川沿いに植えようとしていることについて伝えた。桜は1910年1月6日にワシントンD.C.に到着した。フローラ・W・パターソンが主導する農務省の検疫チームが調べていたところ、桜が昆虫や線形動物に汚染されているのを発見した。
農務省は検疫結果を見過ごすことはできず大統領に処分を提言、止むなくタフト大統領は1月28日に焼却命令を出した。国務長官フィランダー・C・ノックスは日本大使に対して関連する事柄に遺憾の意を示す手紙を書いた。

### 桜寄贈計画の再始動
この知らせを聞いた関係者は落胆したが、尾崎は高峰博士の支援のもと再度桜の寄贈を決定した。また、ニューヨークハドソン河開発300周年の記念式典に向けさらに3,000本、合計6,000本の寄贈が決まり、こんどの寄贈は綿密に計画された。
まず1910年（明治43年）3月、農商務省農事試験場長の古在由直農学博士から害虫駆除、苗木づくりについて助言を受け、旧清水市興津にある農商務省農事試験場園芸部が苗木づくりにあたった。苗木は台木として兵庫県川辺郡東野村（現・伊丹市）の山桜からの挿し木で準備され、これに植物学者の三好学、品川三ツ木にあった妙華園の河瀬春太郎らの協力の下、荒川堤の桜並木が興津に集められて台木に接ぎ木された。集められた桜の種類は12月には59種類にもなった。翌年2月14日、ソメイヨシノ1,800本、カンザン350本、イチヨウ160、タキニオイ140本、シラユキ130本、フゲンゾウ120本、アリアケ100本、ジョウニオイ80本、フクロクジュ50本、スルガダイニオイ50、ギョイコウ20本、ミクルマガエシ20本の計12種類、3,020本の桜の苗木が阿波丸に乗せられ横浜港を出航、アメリカのシアトルまで輸送された後、鉄道を経由して3月26日にワシントンD.C.に到着した。

### 日本からの寄贈

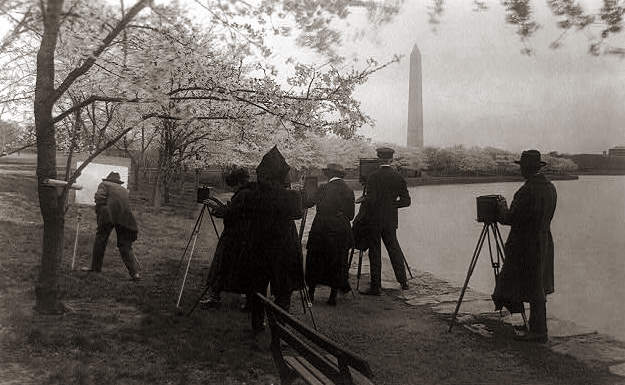
タイダルベイスン沿い桜の木の下の写真家や画家、1920年。

1912年3月27日に式典が行われ、アメリカ合衆国のファーストレディであるヘレン・ハロン・タフトと、日本大使珍田捨巳子爵の妻・珍田いはがタイダルベイスンの北岸の西ポトマック公園で最初の2本の桜の植樹を行った。式典の最後にはタフト夫人が珍田夫人に「アメリカン・ビューティー」の名が付いたバラの花束を贈っている。この2本の木は第17通り南西の端に現在もたっており、大きな銘板で、最初の2本であることが示されている。1915年から、アメリカ合衆国政府は返礼としてハナミズキの木を日本へと贈っている。
1913年から1920年にかけて、寄贈された桜のうち、おおよそ1800本程度のソメイヨシノがタイダルベイスンの周りに植えられた。残りの11種類と残りのソメイヨシノは東ポトマック公園に植えられた。1927年、アメリカの学校の子供が初期の植樹を再現した。1934年、コロンビア地区委員は3日間の桜の祭典のスポンサーを行った。

### 桜祭り

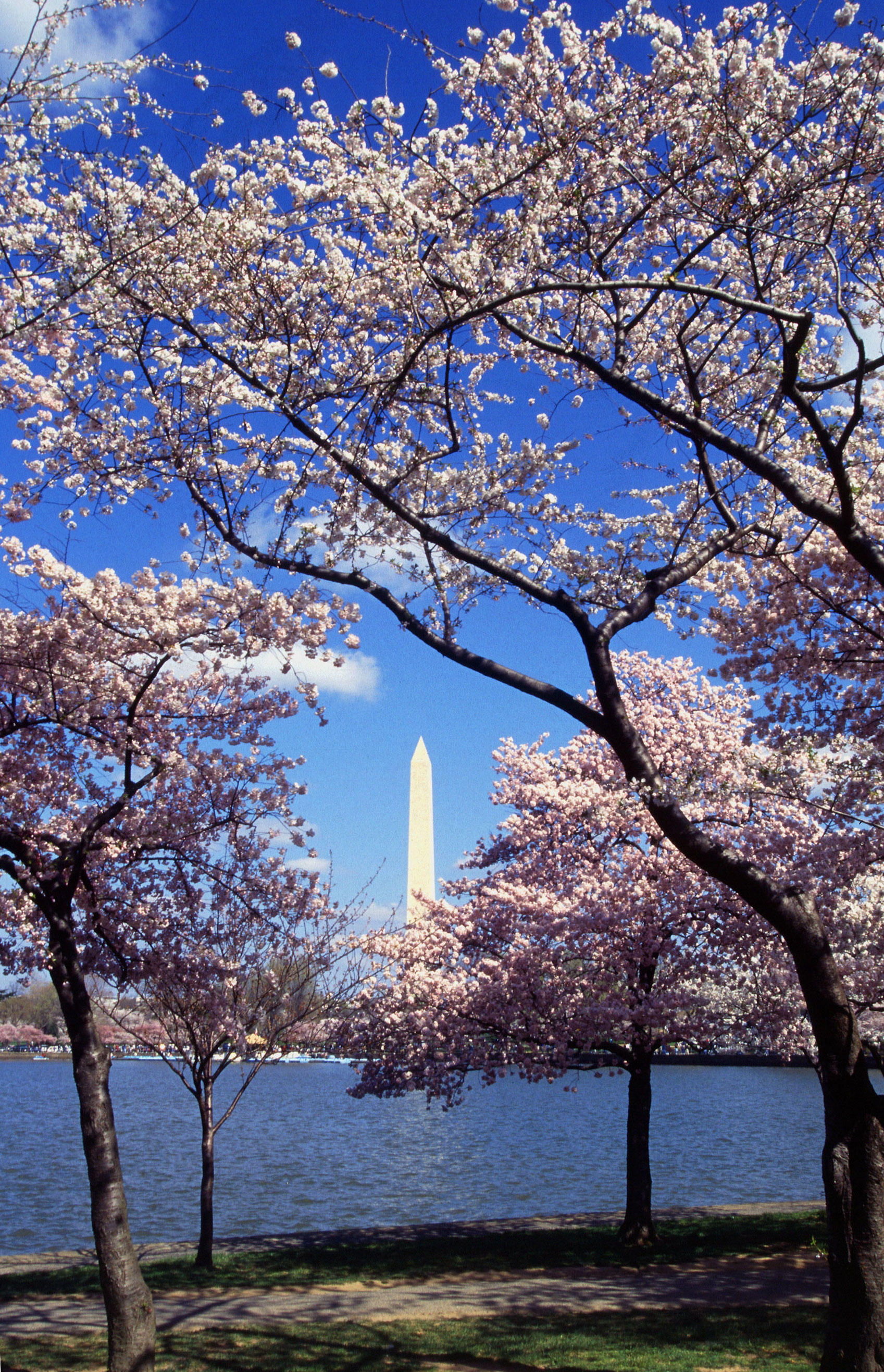
ワシントン記念塔、西ポトマック公園よりタイダルベイスンをはさんで望む

最初の桜祭りは1935年に多くの市民団体の共同支援で行われ、毎年のイベントになった。この時、桜の木はポトマック川辺縁を構成する風景の一つとなっていた。1938年、ジェファーソン記念館の建設のために桜の木を切り倒して土地を確保する計画が持ち上がったが、これに対して女性グループが抗議のために人間の鎖で予定地を封鎖した。この問題はタイダルベイスン南岸により多くの桜を植えることで妥協に達した。催し物などは1940年代に始まった。
1941年12月11日、4本の桜が切り倒された。これは日本が同年12月8日に行った真珠湾攻撃への報復であったと考えられているが、確証されてはいない。交戦国日本の木である桜への攻撃から、更なる被害を受けないように、大戦中には「東洋の」桜とされていた。第二次世界大戦の間、祭りは休止されており、1947年にワシントンD.C.、商務省、D.C.委員会の支援によって再開された。
1948年、全米州協議会によって桜プリンセスと全米さくらの女王のプログラムが始められた。プリンセスはそれぞれの州と合衆国領から選ばれ、女王はプリンセスの中から選出される。1952年、日本は東京足立区の荒川堤の桜の木立の復元のための救援を求めた。荒川堤の桜はD.C.の桜の親に当たる木々であったが、戦争によって数が減少していた。これに対してアメリカ合衆国国立公園局はハナミズキを東京に送っている。
1954年、日本大使は1854年にペリー提督と日米和親条約が調印されたことを記念してワシントンD.C.に300年物の灯篭を寄贈した。その後、この灯篭の火入れ後に祭りが公式に始まることとなった。3年後、御木本幸吉が創業した御木本真珠店が真珠の冠を寄贈した。5ポンド以上の金と1585個の真珠が使われており、この冠はグランドボールでの女王決定後、戴冠式で使われている。翌年の1958年には横浜市から「1854年3月31日に横浜で締結された日米修好通商条約で示された米国との友好のシンボル」として石塔が贈られた。
1965年には日本は3800本のソメイヨシノを寄贈し、これはレディ・バード・ジョンソンが受け取った。これらの桜はアメリカで育成され、多くがワシントン記念塔の敷地に植えられた。式典としてレディ・バード・ジョンソンと武内龍次日本大使の妻が1912年の植樹を再現した。1982年、日本の園芸家は洪水で破壊された桜の木の植え替えのためにワシントンの桜から挿し木をとっている。1986年から1988年にかけて、最初に寄贈された桜の回復のためにアメリカ合衆国国立公園局に民間から寄付された101,000USドルを費やして、676本の桜の木が植えられた。
1994年、祭りは花が咲いている間に行われる活動に対応するために2週間に拡大された。1996年にはポトマック川と荒川が姉妹河川となった。1997年に挿し木が文書で証明された1912年の桜から取られ、並木の遺伝的遺産を継承するため植え替えに使われた。1999年、淡墨桜からとられた挿し木50本が岐阜県本巣郡根尾村（現在の本巣市根尾地区）から贈られ、西ポトマック公園に植えられた。2002年から2006年には400本の桜が1912年当時に寄贈されたと確認されており、維持されている。

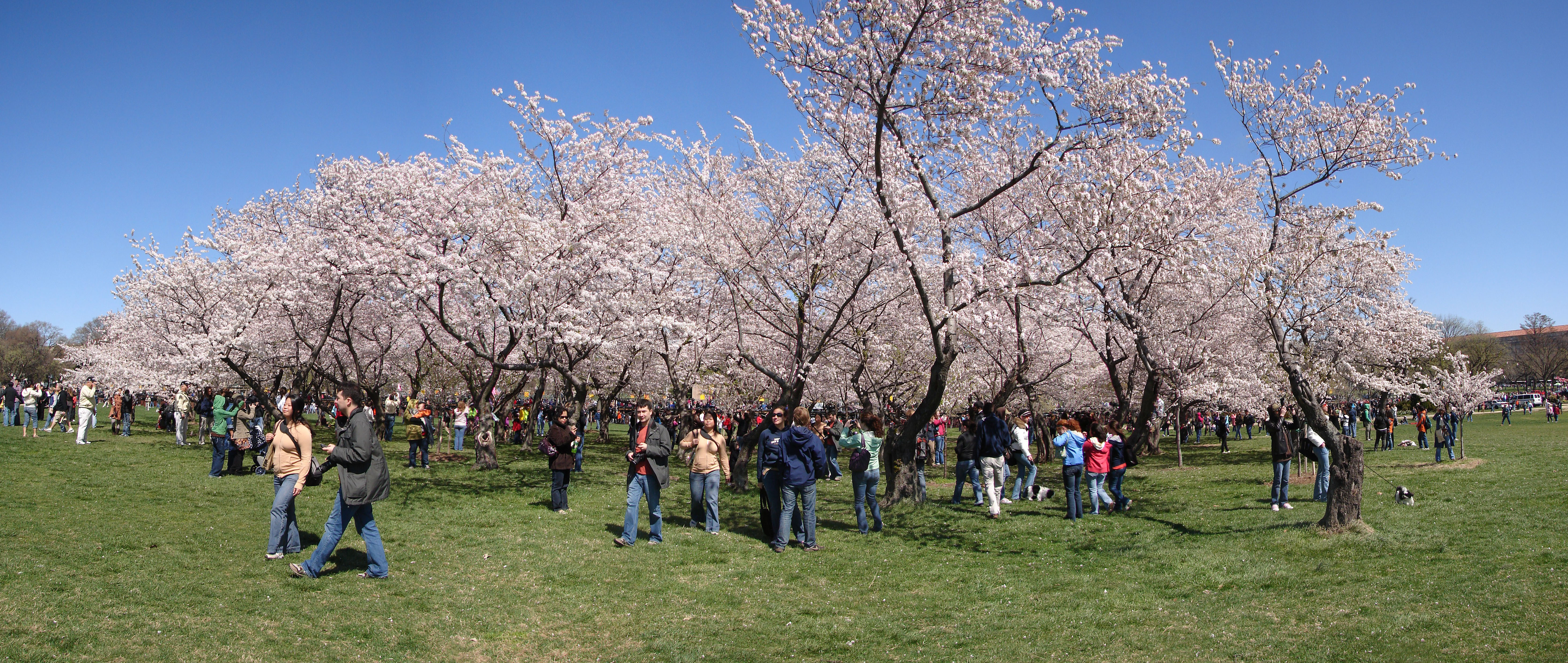
ナショナル・モールの桜並木の中の観光客2009年4月5日

## 祭りの組織とイベント

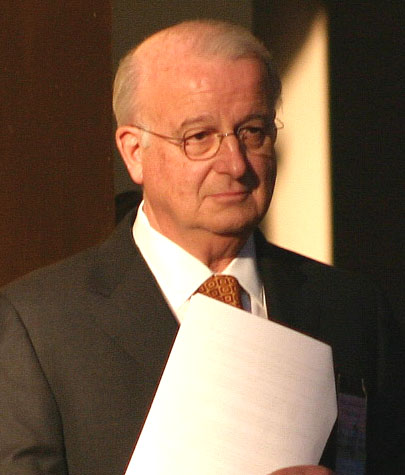
2006年桜祭り司会者のゴードン・ピーターソン

現在、全米桜祭りはビジネスの代表者、市民、政府組織などから構成される傘下に多くの組織を持つナショナル・チェリーブロッサム・フェスティバルIncによって行われている。70万人以上の人々が、毎年ワシントンに春の始まりを告げる桜の花を観賞するため訪れる。
2週間の祭りは3月最後の土曜日のファミリーデーに始まり、国立建築博物館で公式の開会式が行われる。文化イベントや活動の配置は次の日に行われる。スミソニアン凧揚げ大会はおおむね祭りの最初の週末に行われる。祭り中は寿司や日本酒の祝賀や桜に関する講義、タイダルベイスンの自転車ツアー等が行われる。その他のイベントには芸術展示(写真、彫刻、アニメ等)、落語など文化公演、着物のファッションショー、歌や踊り、格闘技、商人主催のイベント、ラグビーユニオントーナメントなどがある。
2度目の土曜には、サウスウェストで3ステージフェスタが行われる。この祭りが終わるとワシントン運河近郊で花火が始まる。
翌朝、ワシントン記念塔からさくら10マイルランが行われる。また、同日にタイダルベイスンに日本から送られた石灯籠の点灯式のために高官が集まる。
2009年、全米桜祭りはチェリーブラスト(Cherry Blast)と呼ばれる新しいイベントを導入し、無人のアナコスティア倉庫を祭りの間飾り、芸術作品、ダンスパフォーマンス、ライブ音楽、ファッション、DJのアンダーグラウンド的ミックスの企画が行われた。観客のほとんどはデュポンサークルからのシャトルバスで当地に赴いた。2010年にはピンクラインプロジェクトの芸術家フィリパ・P・ヒューズによって行われたチェリーブラストIIはアダムス・モーガンの保管倉庫に移動したが、地元の芸術家と音楽家のグループを組み合わせた企画を行った。チェリーブラストIIIは2011年の祭りの第2土曜日の夕方、近くで行われる花火の最中やその後に南西河岸の近くの屋内で行われた。

### さくらまつり
全米桜祭りの一環としてワシントン日米協会主催で行われるストリートフェスティバル。祭りの最後の土曜日、コンスティテューション通りでパレードが行われるが、パレード中とパレード後に12番通りとペンシルバニア通り、ノースウェストで行われ、アメリカ最大の日本文化祭となっている。祭りは事前に長期計画を建てなければならないため、「さくらまつり」の期間は桜のピークを過ぎている事がある。 この祝典では、巨大でカラフルなヘリウム風船、フロート車、マーチングバンド、音楽、その他のアクティビティが行われる。

## サクラの種類

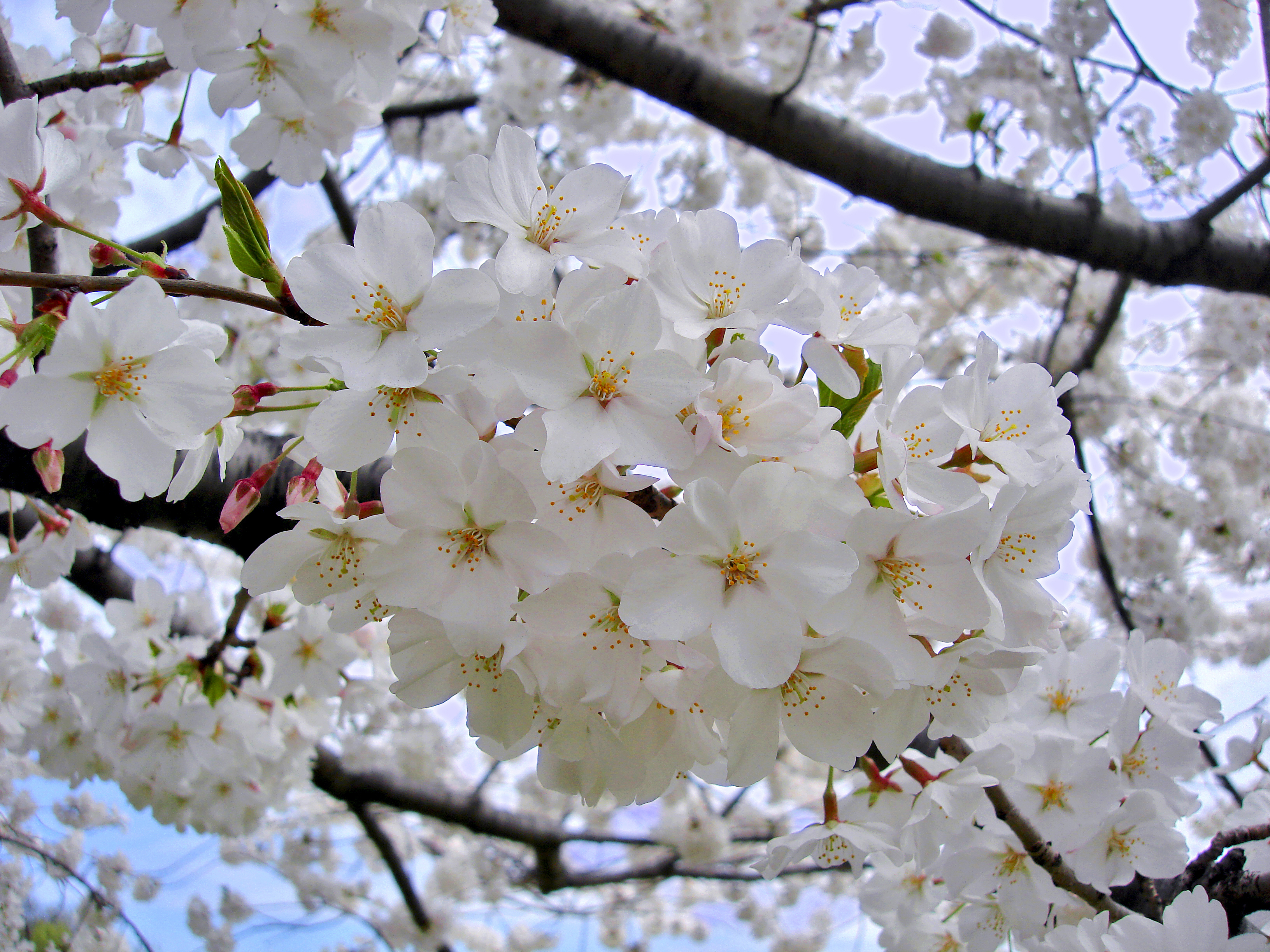
ソメイヨシノはワシントンD.C.で最も一般的であり、タイダルベイスンを囲むように植えられている。

最初に贈られた3020本の桜は12種類の栽培品種で、そのうちわけは、ソメイヨシノ、カンザン、イチヨウ、タキニオイ、シラユキ、フゲンゾウ、アリアケ、ジョウニオイ、フクロクジュ、スルガダイニオイ、ギョイコウ、ミクルマガエシであり、ソメイヨシノ以外は全て狭義のサトザクラ群であった。
しかしその後、多くの栽培品種が代替わりするなどで植え替えられたため、2021年時点では当初とは異なる植栽構成となっている。全体の70％を占めるソメイヨシノと13％を占めるカンザンと若干のフゲンゾウのみが当初の品種と同じであり、その他は韓国鬱陵島のタケシマザクラ(Takesimensis)が5％、ジュウガツザクラが3%、ソメイヨシノの子孫で米国生まれのアメリカ（米国名：Akebono）が3%、シダレザクラが2.4%、エドヒガン (淡墨桜のクローン)が1.3％、オオヤマザクラが1％未満、シロフゲンが1％未満、日本のマメザクラとカンヒザクラとの種間雑種でイギリス生まれのオカメが1％未満である。
ソメイヨシノ(Yoshino)はタイダルベイスンを囲む白い雲のようにたなびいており、北はワシントン記念塔にも植えられている。少数のアメリカ (米国名：Akebono) も一緒に植えられており、ソメイヨシノと同時に咲く。カンザン (Kwanzan)は主に東ポトマック公園で生育しており、ソメイヨシノの2週間後に満開となる。東ポトマック公園にはフゲンゾウ(Fugenzo)やシロフゲン(Shirofugen)も植えられている。これらの木々の間に点在して様々なシダレザクラ(Weeping Cherry)がありソメイヨシノの1週間前に咲き始める。

## 画像

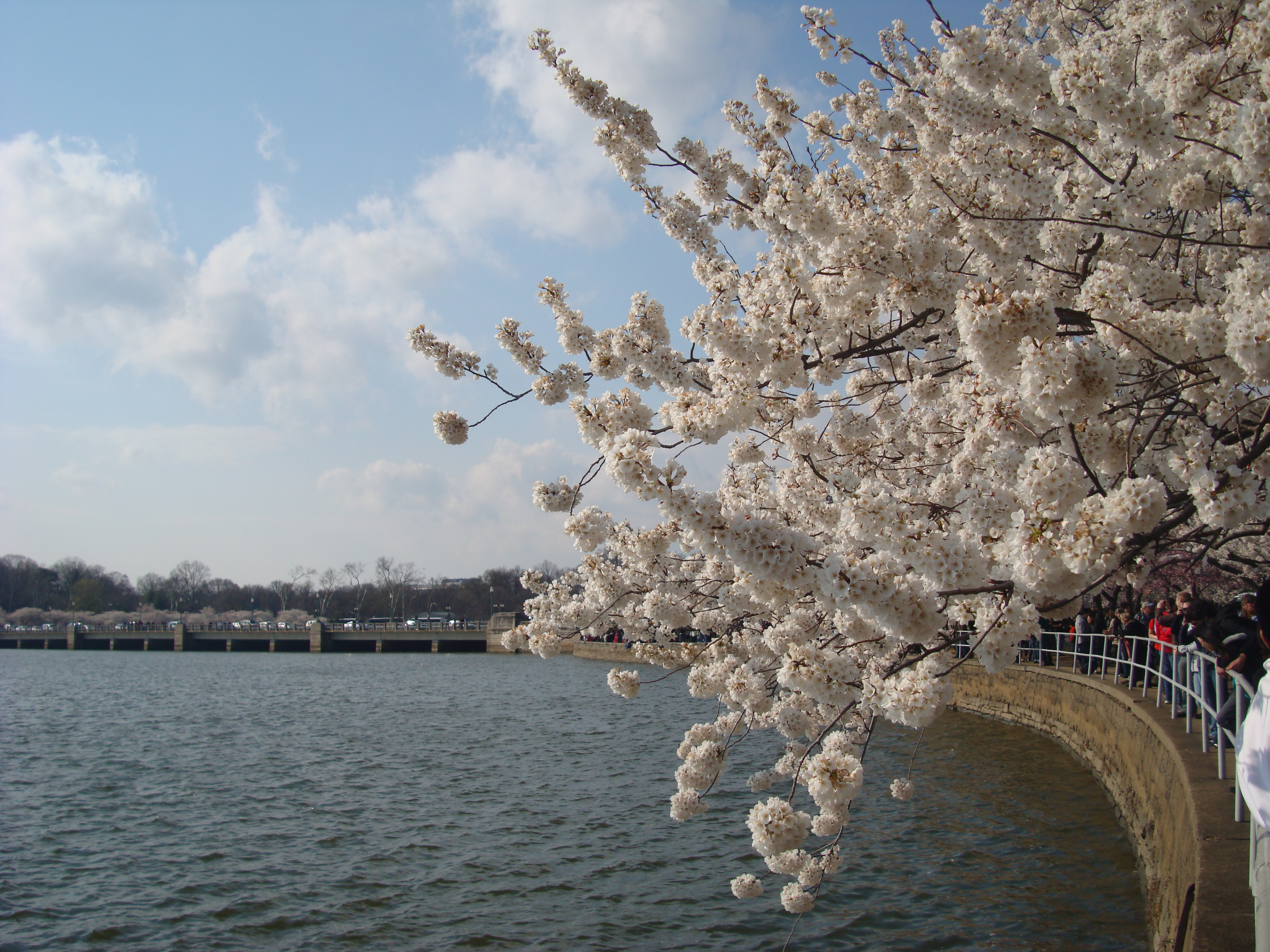
タイダルベイスン沿いの桜
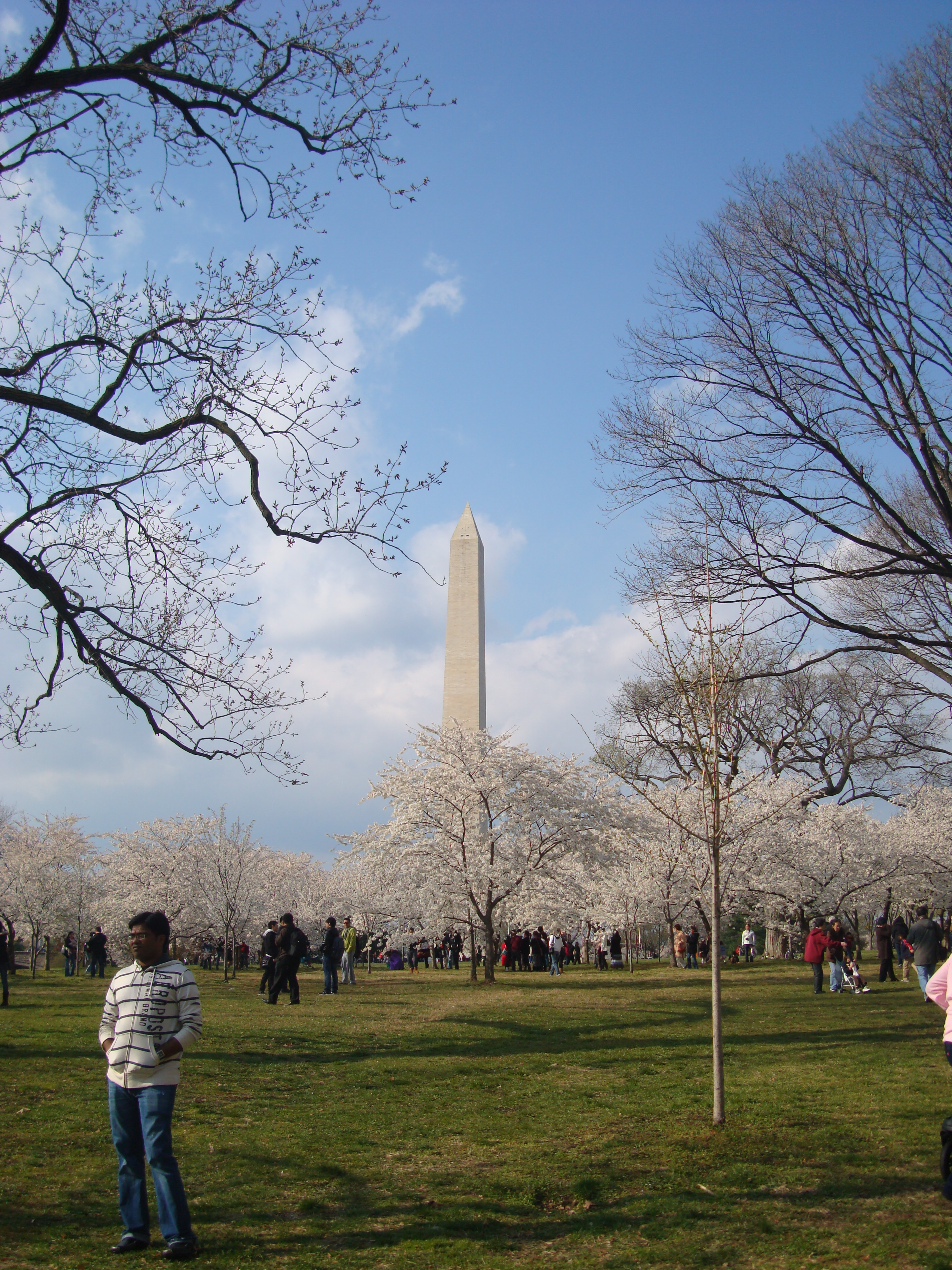
ワシントン記念塔近辺の桜
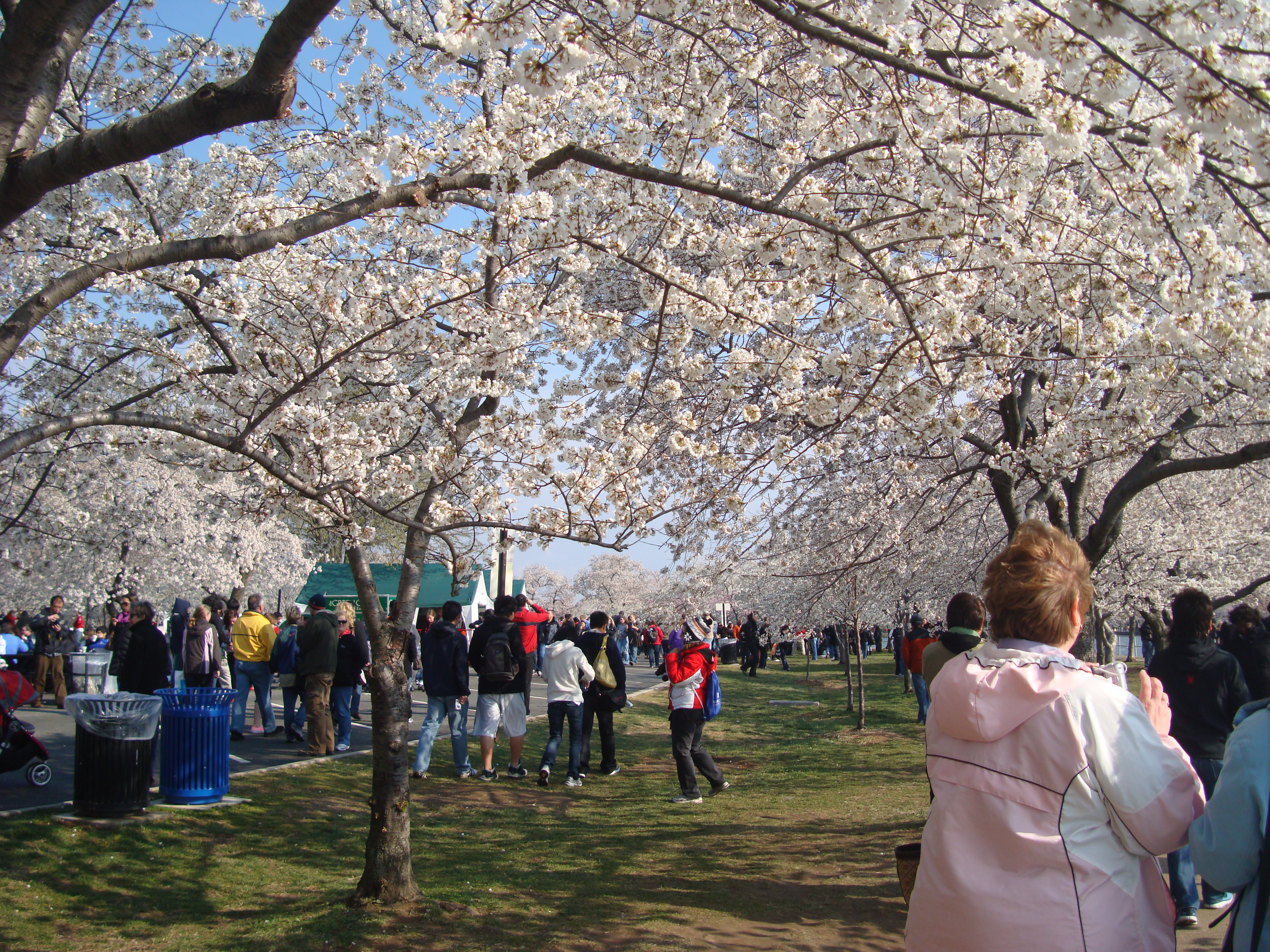
祭りの様子